# Malangatana Ngwenya

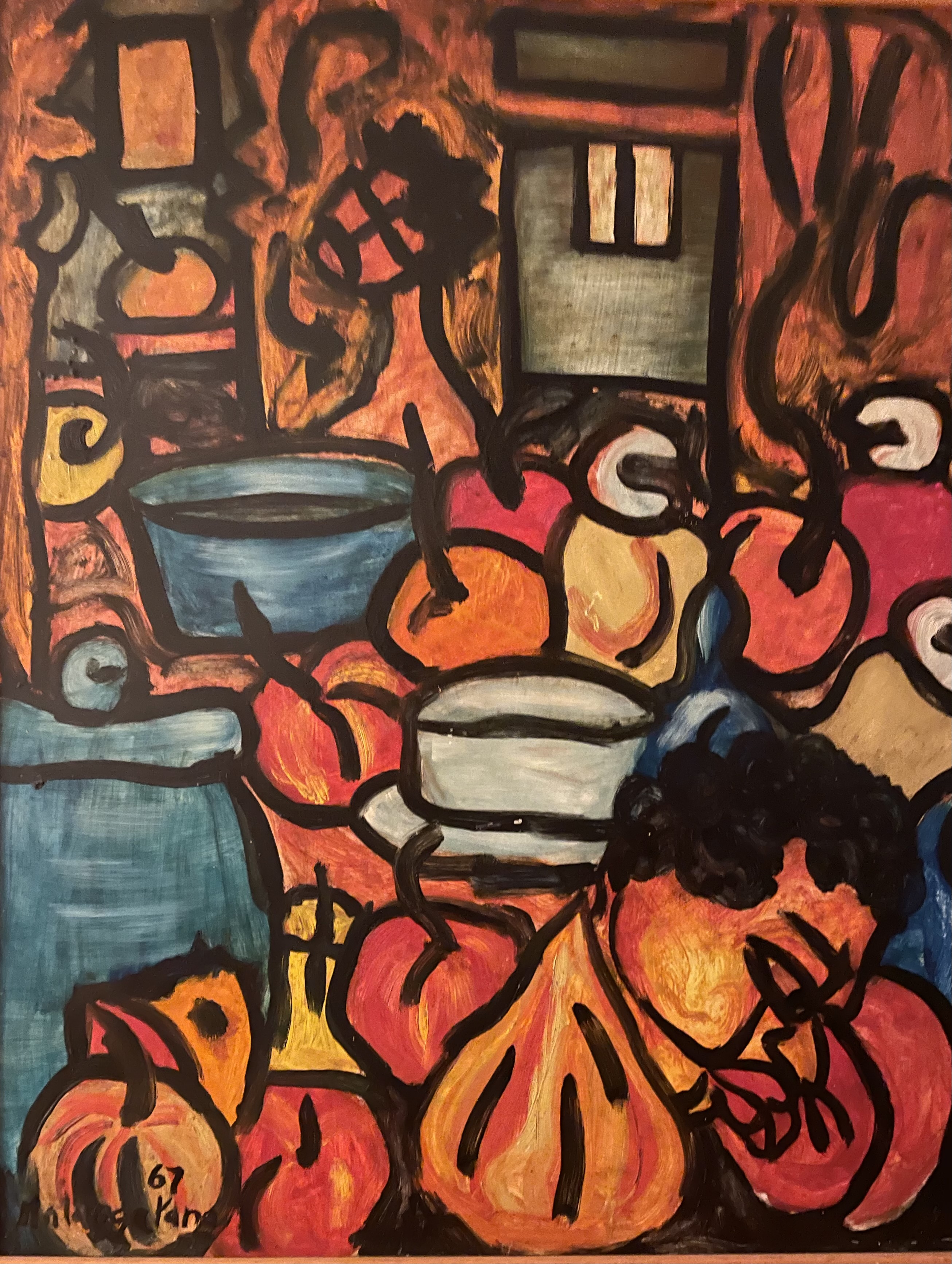
Obraz z cyklu inspirovaného pobytem ve věznici

Malangatana Valente Ngwenya (6. června 1936 Matalana - 5. ledna 2011 Matosinhos) byl mosambický výtvarník a básník.
Pocházel z chudé venkovské rodiny, po příchodu do hlavního města pracoval jako sběrač tenisových míčků a studoval večerně. Od roku 1958 působil v uměleckém sdružení Núcleo de Arte, v jeho uměleckých začátcích ho podporoval architekt Pancho Guedes. V letech 1965 až 1966 byl vězněn v Machavě za podporu hnutí FRELIMO. Po propuštění odjel do Portugalska, kde dostal stipendium od Gulbenkianovy nadace a studoval tvorbu keramiky. Přispíval do literárního časopisu Black Orpheus, vydal básnickou sbírku Vinte e quatro poemas, jeho tvorba byla zařazena do antologie The Penguin Book of Modern African Poetry.
Jeho obrazy čerpaly námětově z mosambické reality, často s kritickým podtextem vůči koloniálnímu režimu, vyznačovaly se výraznou barevností a množstvím překrývajících se postav, kterým s oblibou propůjčoval bizarní rysy, byl proto srovnáván s Hieronymem Boschem. Vytvořil sochu Casa Sagrada da Familia Mabyaya v Maputu a nástěnnou malbu pro Africké centrum v Londýně. Svá díla podepisoval obvykle pouze jménem Malangatana.
V nezávislém Mosambiku se věnoval politické činnosti a boji proti negramotnosti. Byl mu udělen Řád prince Jindřicha, Řád umění a literatury a Medaile Nachingwea, UNESCO ho v roce 1997 jmenovalo umělcem pro mír.